# Pteris lepidopoda
Pteris lepidopoda är en kantbräkenväxtart som beskrevs av Masahiro Kato och K. U. Kramer. Pteris lepidopoda ingår i släktet Pteris och familjen Pteridaceae. Inga underarter finns listade.